# Episodi di Ultimate Muscle
Lista degli episodi di Ultimate Muscle. Le puntate sono 77, divise in tre stagioni e trasmesse per la prima volta tra il 2002 ed il 2004.

## Lista episodi
| Nº                       | Titolo italiano Giapponese 「Kanji」 - Rōmaji | In onda           | In onda       |
| Nº                       | Titolo italiano Giapponese 「Kanji」 - Rōmaji | Giapponese        | Italiano      |
| 1ª stagione (51 episodi) | |                   |               |
| 1                        | La leggenda rinasce 「新超人伝説！万太郎登場」 - Shin Chōjin densetsu! Manta rō tōjō | 9 gennaio 2002    | 1º marzo 2005 |
| 2                        | Nuova generazione 「死闘！金剛デスマッチ！」 - Shitō! Kongō desumacchi! | 16 gennaio 2002   |               |
| 3                        | Superare la selezione 「激戦！ヘラクレスファクトリー！」 - Gekisen! Herakuresu fakutori! | 23 gennaio 2002   |               |
| 4                        | Tale padre, tale figlio 「対決！I世対II世」 - Taiketsu! I yo tsui II yo | 30 gennaio 2002   |               |
| 5                        | Maschera di terrore 「悪行超人？ケビンマスク」 - Akugyō Chōjin? Kebin Masuku | 6 febbraio 2002   |               |
| 6                        | Chiamate pericolose 「恐怖の声！テルテルボーイ」 - Kyōfu no koe! Teruteru Boi | 13 febbraio 2002  |               |
| 7                        | Telefonata in attesa 「打倒！トラウマボイス！」 - Datō! Torauma boisu! | 20 febbraio 2002  |               |
| 8                        | A un passo dai guai 「究極変身！MAXマン」 - Kyūkyoku henshin! MAX man | 27 febbraio 2002  |               |
| 9                        | La scarpa vendicatrice 「決戦！万太郎対MAXマン」 - Kessen! Manta rō tsui MAX man | 6 marzo 2002      |               |
| 10                       | Il ritorno di Sunshine 「サンシャインの罠！」 - Sanshain no wana! | 13 marzo 2002     |               |
| 11                       | La mano che ti stritola 「魔のジュラシックハンド」 - Ma no jurashikku hando | 20 marzo 2002     |               |
| 12                       | Guerra fredda 「逆転なるか?!キッド捨て身の攻撃！」 - Gyakuten naruka?! Kiddo sutemi no kōgeki! | 27 marzo 2002     |               |
| 13                       | Scacco matto 「冷血の騎士チェックメイト！」 - Reiketsu no kishi chiekkumeito! | 3 aprile 2002     |               |
| 14                       | Senza dolore 「大ピンチ！万太郎VS悪魔の騎士」 - Dai pinchi! Manta rō VS Akuma no kishi | 10 aprile 2002    |               |
| 15                       | La rivolta dell'allievo 「師弟激突?!サンシャインの涙」 - Shitei gekitotsu?! Sanshain no namida | 17 aprile 2002    |               |
| 16                       | La sconfitta di Sunshine 「万太郎 火事場のクソ力」 - Manta rō kajiba no kuso chikara | 24 aprile 2002    |               |
| 17                       | La mitica Roxanne 「凛子を守れ！強襲THE・リガニー」 - Rin ko wo mamore! Kyōshū THE rigani | 1º maggio 2002    |               |
| 18                       | I quattro sfaticati 「ジェネレーションEXの挑戦」 - Jienereshon EX no chōsen | 8 maggio 2002     |               |
| 19                       | Scontri ad alti livelli 「禁断の技ジェイド対ガゼルマン」 - Kindan no waza jieido tsui gazeruman | 15 maggio 2002    |               |
| 20                       | Hydrazoa, un trionfo... idrico 「クリオネマン恐怖のレンズ攻撃！」 - Kurioneman kyōfu no renzu kōgeki! | 22 maggio 2002    |               |
| 21                       | Un brutto segno 「デッド・シグナル悪夢の標識攻撃！」 - Deddo shigunaru akumu no hyōshiki kōgeki! | 29 maggio 2002    |               |
| 22                       | Road Rage 「トラフィックサインを打ち破れ！」 - Torafikkusain wo uchi yabure! | 5 giugno 2002     |               |
| 23                       | Una dura sconfitta 「キッド危うし！暴君スカーフェイス」 - Kiddo abunau shi! Bōkun Sukafeisu | 12 giugno 2002    |               |
| 24                       | L'allievo e il maestro 「二人の絆！ブロッケン師匠とジェイド」 - Futari no kizuna! Burokken shishō to jieido | 19 giugno 2002    |               |
| 25                       | Match d'acqua 「恐怖の海上デスマッチ！」 - Kyōfu no kaijō desumacchi! | 26 giugno 2002    |               |
| 26                       | Il potere dell'amicizia 「万太郎 復活の友情パワー！」 - Manta rō fukkatsu no yūjō pawa! | 3 luglio 2002     |               |
| 27                       | Il match finale 「激突！ジェイドVSスカーフェイス」 - Gekitotsu! Jieido VS Sukafeisu | 10 luglio 2002    |               |
| 28                       | Oscuro passato 「暴かれたスカーフェイスの正体！」 - Abaka reta Sukafeisu no shōtai! | 17 luglio 2002    |               |
| 29                       | Kid Muscle VS Eskara 「決戦開始！万太郎VSスカーフェイス」 - Kessen kaishi! Manta rō VS Sukafeisu | 24 luglio 2002    |               |
| 30                       | La confessione di Kevin Mask 「破られた技！キン肉バスターの終わる日」 - Yabura reta waza! Kin niku basuta no owa ru nichi | 31 luglio 2002    |               |
| 31                       | Una situazione disperata 「絶体絶命！スカーフェイス波状攻撃」 - Zettaizetsumei! Sukafeisu hajōkōgeki | 7 agosto 2002     |               |
| 32                       | Il campione del pianeta Terra 「新必殺技誕生！マッスルミレニアム！」 - Shinhissatsuwaza tanjō! Massurumireniamu! | 14 agosto 2002    |               |
| 33                       | La massima sfida 「三本勝負！火事場のクソ力チャレンジ」 - Sanbon shōbu! Kajiba no kuso chikara charenji | 21 agosto 2002    |               |
| 34                       | Il ritorno di Checkmate 「打倒フォーク・ザ・ジャイアント！」 - Datō foku za jaianto! | 28 agosto 2002    |               |
| 35                       | Hanzo VS Il Ninja 「正義超人魂！ハンゾウVSザ・ニンジャ」 - Seigi chōjin tamashii! Hanzō VS za ninja | 4 settembre 2002  |               |
| 36                       | Il patto ninja 「必殺技が使えない?!畳リングデスマッチ」 - Hissatsuwaza ga tsukae nai?! Tatami ringudesumacchi | 11 settembre 2002 |               |
| 37                       | Il nuovo Kid Muscle 「恐怖の妖腕刀！危うし万太郎マスク！」 - Kyōfu no yō ude katana! Abunau shi Manta rō masuku! | 18 settembre 2002 |               |
| 38                       | Bone Cold all'assalto 「恐怖の暗殺者！ボーン・コールド登場」 - Kyōfu no ansatsu mono! Bon Korudo tōjō | 25 settembre 2002 |               |
| 39                       | L'attacco più crudele 「最悪の攻撃！シューテングアロー！」 - Saiaku no kōgeki! Shutenguaro! | 2 ottobre 2002    |               |
| 40                       | La vittoria suprema 「決着！火事場のクソ力チャレンジ」 - Kecchaku! Kajiba no kuso chikara charenji | 9 ottobre 2002    |               |
| 41                       | La corona Chojin 「激闘開幕！超人ワールドグランプリ」 - Gekitō kaimaku! Chōjin warudo guran puri | 16 ottobre 2002   |               |
| 42                       | Il principe e il povero 「日本代阜決定！万太郎VS農村マン」 - Nippon dai fu kettei! Manta rō VS Nōson Man | 23 ottobre 2002   |               |
| 43                       | Non solo forza 「予選突破！ビーチフラッグスでイエイ！」 - Yosentoppa! Bichi furaggusu de iei! | 30 ottobre 2002   |               |
| 44                       | Le semifinali 「相性ばっちり！二人三脚でゼイゼイ！」 - Aishō bacchiri! Ninin sankyaku de zeizei! | 6 novembre 2002   |               |
| 45                       | I sei velenosi 「超人ワールドグランプリ中断！6人の万太郎?!」 - Chōjin warudo guran puri chūdan! 6 nin no Manta rō?! | 13 novembre 2002  |               |
| 45                       | Durante il ricevimento inaugurale del 22º Torneo Chojin, sei individui fanno irruzione sul palcoscenico su delle motociclette con indosso delle maschere raffiguranti la faccia di Kid Muscle. I tizi si fanno chiamare "I Sei Velenosi", e sono dei Chojin che dopo la loro sconfitta hanno deciso di infrangere le regole e vendicarsi della Muscle League. Per costringere la Muscle League a combattere, i sei rapiscono Chichi, Trixie e Roxanne, e i ragazzi decidono di combattere a degli incontri a coppie, due contro due, nei quali, nonostante un iniziale uno contro uno, i combattenti potranno passare il testimone toccandogli la mano ai compagni, che si troveranno dietro le corde del ring. La prima sfida è tra Jeager e Terry contro Dazz-Ling e Protector. L'incontro comincia in netto vantaggio per i nostri eroi, soprattutto per Terry che riesce a tenere testa sia a Dazz-Ling che a Protector, un robot alto oltre 4 metri. |                   |               |
| 46                       | Gli avversari francesi 「タッグ対決！樹海リングの死闘！」 - Taggu taiketsu! Jukai ringu no shitō! | 20 novembre 2002  |               |
| 46                       | Sopraffatto da Terry, Dazz-Ling usa un occhio di vetro che ha sulla spalla per farlo sprofondare in un incubo dove crede di essere intrappolato da radici che lo stritolano. Grazie all'intervento di Kid, Terry riesce a liberarsi dell'incantesimo e passa il testimone a Jeager, che comincia a sfidare Protector, ma questi si fa aiutare da Dazz-Ling infrangendo le regole e riesce a sopraffare Jeager, che però con l'aiuto di Terry riesce a distruggerlo con un trucco. Dazz-Ling allora distrugge il ring facendo sprofondare Terry e Jeager dentro un abisso sotterraneo pieno di radici e resti di alberi, ma i due uniscono le loro forze e insieme riescono a tirarsi fuori dall'abisso, e Terry, con la sua famosa mossa del Marchio del Vitello, sconfigge Dazz-Ling e libera Trixie. Il prossimo incontro sarà tra Dik Dik e Wally contro Monsieur French, mezzo uomo e mezzo rana, e Monsieur Cheeks, un uomo con la faccia di un sedere, e si terrà su un'enorme statua di rana sopra un mare. |                   |               |
| 47                       | Una gran brutta faccia 「笑激！プリプリマンの罠！」 - Warai geki! Puripuriman no wana! | 27 novembre 2002  |               |
| 47                       | Wally e Dik Dik partono in svantaggio morale, dato che non hanno mai vinto un incontro fino ad ora. Monsieur Cheeks comincia ad utilizzare delle tattiche psicologiche per far piombare Dik Dik nella disperazione e togliergli la fiducia in se stesso, ma grazie all'aiuto di Kid, Dik Dik si riprende e comincia a picchiare l'avversario sulla faccia, come a sculacciarlo, per poi passare il cambio a Wally che si porta in vantaggio su Monsieur French, anche grazie al sostegno di sua madre e sua sorella. Furioso French tenta prima di farlo affogare in acqua ricoprendolo di bava di rana, poi, invece, decide di far affogare sua madre e sua sorella. Nonostante Wally sia tentato di andare a salvarle, Kid, per non farlo allontanare dall'incontro, si offre di farlo al posto suo. |                   |               |
| 48                       | Una scelta difficile 「絶対絶命！カエルリングの闘い！」 - Zettai zetsumei! Kaeru ringu no tatakai! | 4 dicembre 2002   |               |
| 48                       | Kid fallisce nel tentativo di salvare la madre e la sorella di Wally, così quest'ultimo è costretto a buttarsi in mare, lasciando Dik Dik da solo contro Monsieur French e Cheeks. Nonostante un iniziale vantaggio, i due prendono il sopravvento e lo massacrano. Quando Cheeks sta per dargli il colpo di grazia, improvvisamente Checkmate si fa avanti per salvare Dik Dik, in quanto lui non fa parte della schiera dei combattenti contro i sei velenosi, e quindi il suo intervento è più che regolare. Il cavaliere sistema i due cattivi, ma lascia a Dik Dik la possibilità di finirli e ottenere così la sua prima vittoria. Dik Dik dà il colpo di grazia a Cheeks, mentre Wally, dopo essere riuscito a salvare la sua famiglia elimina French, liberando così Chichi. Il terzo e ultimo incontro, che deciderà per la libertà di Roxanne, vedrà Kid Muscle e Kevin Mask contro i restanti due, Jagg-Ed, un gigante corazzato, e il Barone Maximilian, un ometto a prima vista gracile ed elegante, e si terrà niente di meno che dentro il cratere del Fuji. |                   |               |
| 49                       | Scontro fra titani 「ケビン登場！火口リングの激突！」 - Kebin tōjō! Kakō ringu no gekitotsu! | 11 dicembre 2002  |               |
| 49                       | I primi a sfidarsi nell'ultimo scontro sono Kevin Mask e Jagg-Ed. Kevin comincia subito a colpire l'avversario con tutta la forza possibile, e proprio quando sembra averlo sconfitto, il gigante si rialza e utilizza un tornado appuntito, formato con le punte sulla sua corazza, per metterlo al tappeto. Kevin, seppur in difficoltà, contrattacca agilmente, e usa anche una delle sue mosse più famose, il Tower Bridge. Jagg-Ed fa diventare le sue mani dei missili, e fa finire lui e Kevin fuori dal ring, sul quale, secondo il regolamento, devono tornare entro 20 secondi. Jagg-Ed rilancia le sue mani, ma stavolta Kevin le distrugge e finisce l'avversario con la sua mossa del Big Ben, ma entrambi hanno toccato il ring con un secondo di ritardo e quindi sono tutti e due squalificati. A questo punto rimangono solo Kid Muscle e il Barone Maximilian. |                   |               |
| 50                       | Un avversario magico 「バロン・マクシミリアン嵐の猛攻撃！」 - Baron makushimirian arashi no mōkō geki! | 18 dicembre 2002  |               |
| 51                       | Combattimento nel sonno 「最終決戦！キン肉万太郎よ永遠に」 - Saishūkessen! Kin niku Manta rō yo eien ni | 25 dicembre 2002  |               |
| 2ª stagione (13 episodi) | |                   |               |
| 52                       | Gioco pericoloso 「再開! 超人ワールドグランプリ」 - Saikai! Chōjin warudo guran puri | 7 aprile 2004     |               |
| 53                       | Il crollo del gigante 「激烈ファイト! 万太郎出陣」 - Gekiretsu faito! Manta rō shutsujin | 14 aprile 2004    |               |
| 53                       | Inizia il primo combattimento Chojin che si svolge tra due avversari d'eccezione: Ricardo, lottatore brasiliano professionista, e Sly-Skraper, un grattacielo vivente. Kid e Meat sono sorpresi dal fatto che ad allenare Sly-Skraper sia Terry, dato che il grattacielo era ai tempi in cui Terry era piccolo un suo amico, al quale Terry insegnò l'arte del Wrestling. Dopo un iniziale testa a testa, Ricardo, dopo un attacco di Sly-Skraper, sempre essersi assai indebolito, e questo rende gioco facile al grattacielo vivente, che gli sferra addosso tutti i suoi migliori attacchi sino alla sua mossa finale. Quando l'incontro sembra essere finito ed il brasiliano sconfitto, Ricardo rivela che in realtà ha finto di indebolirsi per poter studiare meglio le mosse del gigante, e quindi contrattacca ferocemente; Sly-Skraper, nonostante sia un gigante, non riesce più a difendersi da Ricardo, che lo finisce prima rompendogli un braccio e poi facendolo crollare a pezzi con la sua mossa finale, lo "Spaccatesta brasiliano". Nel prossimo incontro Kid Muscle affronterà Hollywood-Bowl, un water umano. |                   |               |
| 54                       | La magia di Hollywood 「ウォッシュアス 魔境のトイレ流し」 - Uosshuasu makyō no toire nagashi | 21 aprile 2004    |               |
| 54                       | Kid inizia l'incontro sottovalutando subito il suo nemico, prendendolo in giro per la sua forma a tazza del gabinetto, ma, invero, Hollywood-Bowl si rivela presto un vero avversario, e riesce anche a farlo affogare dentro la sua tazza risucchiandolo. Meat ricorda lo stesso evento che accadde al padre di Kid contro il nonno di Hollywood-Bowl. Nel frattempo però la visuale si sposta su un altro incontro, quello fra Distraction e Photo-Pat. Il primo è un uomo di enorme stazza che ha in testa tre rebbi, la sua principale fonte di potenza, mentre il secondo è una cabina fotografica vivente femminile che con l'inganno intrappola le sue vittime dentro di sé scattandogli delle foto che lo fanno scomparire. Distraction cade nella trappola della macchina fotografica, ma riesce a evitare il suo attacco speciale, che colpisce invece i suoi fans; più arrabbiato che mai per questo, distrugge quindi l'avversario schiacciandolo con i suoi tre rebbi. Kid invece riesce ad uscire dal corpo di Hollywood-Bowl incastrandogli dentro i pantaloni, ma Hollywood ritenta l'attacco, stavolta usando un odore magico per attrarlo. |                   |               |
| 55                       | Kid batte Holly-Cess 「万太郎反撃! 必殺カルビ丼音頭?!」 - Manta rō hangeki! Hissatsu karubi donburi ondo?! | 28 aprile 2004    |               |
| 55                       | Grazie all'intervento di un suo amico, Kid riesce a sfuggire dalla trappola di Hollywood-Bowl, il quale tenta allora di finirlo con della carta con della lama d'acciaio. Dopo averla evitata, Kid, dopo che compare sulla sua fronte il simbolo dell'Ultimate Muscle, inizia ad contrattaccare, prima facendogli finire la carta igienica, e poi incastrando una scodella di riso e manzo nel suo buco, facendogli scaricare ripetutamente inondando tutto lo stadio, e infine lo finisce con la sua Muscle Millennium, aggiudicandosi l'incontro. Nell'altro stadio del torneo, dovrebbe iniziale l'incontro tra Chijimi-man, un famoso lottatore russo chiamato Il dragone, e Kevin Mask, ma, stranamente, quest'ultimo ancora non si è presentato. |                   |               |
| 56                       | Mettersi alla prova 「大ピンチ! ケビンマスクVSチヂミマン」 - Dai pinchi! Kebin Masuku VS Chidimi Man | 5 maggio 2004     |               |
| 56                       | Kevin arriva finalmente con Lord Flash, ma completamente sfinito e stanchissimo, in quanto si era allenato tenendosi in aria su un dito in una sauna, perdendo però i sensi dato che porta la maschera. Chijimi-man, approfittando del suo stato di salute, decide di deriderlo pesantemente e poi di tartassarlo continuamente di calci e pugni. D'improvviso, però, Kevin si rialza diventando completamente d'oro massiccio e illuminandosi, ribalta completamente l'incontro e lo finisce con la sua mossa finale, la Botta del Big Ben. Sorpreso, Meat non riesce a spiegarsi di come abbia fatto Kevin a splendere così, e cerca di avvertire Kid, il quale però non prende sul serio la cosa. |                   |               |
| 57                       | Doppio gioco 「バリアフリーマン 嵐の老人殺法」 - Bariafuri Man arashi no rōjin sappō | 12 maggio 2004    |               |
| 57                       | Kid ritorna a combattere, e stavolta il suo avversario è un uomo che ha in se i corpi di due uomini, un vecchio e un giovane, che si fa chiamare Barrier Freeman e, all'arrivo, viene trasportato da una folla di persone anziane, che rappresentano anche i suoi sostenitori. Iniziato l'incontro, Kid sembra avere inizialmente gioco facile, combattendo contro il giovane, ma quest'ultimo entra nella pancia del vecchio, lasciando lui a combattere con Kid. Il vecchio inizia dunque a schiaffeggiarlo con schiaffi che seppur non letali, fanno un grande danno su Kid che sente che questi aumentano man mano ogni volta di potenza. |                   |               |
| 58                       | Incastro letale 「老人パワー炸裂! 万太郎絶体絶命!」 - Rōjin pawa sakuretsu! Manta rō zettaizetsumei! | 19 maggio 2004    |               |
| 58                       | Distrutto dalle sberle di Barrier Freeman, che pur riprende la sua forma originale, Kid si trova in grave difficoltà non solo per via della forza dell'avversario, ma anche perché ogni volta che riesce a colpirlo oppure a eseguire una buona mossa su di lui, viene attaccato dal pubblico dei vecchi che lo contestano, e persino le ragazze giovani, comprese Chichi, Roxanne e Trixie, provano compassione per il vecchio. Barrier Freeman approfitta della situazione per tentare di spezzargli la schiena, ma Kid riesce a malapena a sfuggirli. Ad un certo punto, però, il vecchio e il giovane Barrier Freeman iniziano a litigare, e il giovane inizia a raccontare la sua storia: il suo vero nome è Niels, lavorava in una casa di riposo per anziani e per aiutarli ancora di più decise di intraprendere la carriera del wrestling, ma con pessimi risultati. Un giorno incontrò il vecchio incastrato in un albero che gli promise di farlo diventare un grande wrestler se lo avesse aiutato. Così i due si fusero insieme, e nacque Barrier Freeman. |                   |               |
| 59                       | Doppia personalità 「決着! 万太郎VSバリアフリーマン」 - Kecchaku! Manta rō VS Bariafuri Man | 26 maggio 2004    |               |
| 59                       | Il vecchio Barrier Freeman riesce a dominare sul giovane ed inizia a combattere contro Kid Muscle, ormai impotente, ma inizia a trattare male tutti gli anziani che lo sostengono, facendoli passare dalla parte di Kid Muscle. Terry, inoltre, fa una ricerca al computer e scopre che il vero nome del vecchio è Jijo-man, un ex-wrestler che venne cacciato perché usava metodi troppo brutali sui suoi avversari, e fu così imprigionato nello stesso albero da cui Niels lo liberò. Furioso, Niels si ribella al vecchio e Kid esegue sui due la sua Muscle Millennium, passando così alle semifinali. Il prossimo incontro vedrà combattere Distraction contro Comrade Turbinskij, un lottatore russo metà uomo e metà aereo. |                   |               |
| 60                       | L'aereo invisibile 「赤い刺客! イリューヒン登場」 - Akai shikaku! Iryuhin tōjō | 2 giugno 2004     |               |
| 60                       | Subito dopo l'inizio dell'incontro, Distraction si lancia all'attacco del suo avversario scaraventandolo a terra, ma il russo se ne libera e si trasforma in aeroplano, venendo però colpito ben due volte dai fulmini sparati dall'antenna che erano i rebbi di Distraction. Turbinskij allora cambia tattica e si rende invisibile, portandosi così in vantaggio su Distraction, il quale tenta inutilmente di rintracciarlo con i rebbi che fungono anche da radar. Infuriato, Distraction si strappa un rebbo, lo mangia e ne usa la polvere per trovare Turbinskij, riuscendoci; quando però si appresta a eseguire il suo famoso attacco dei tre rebbi, si ricorda all'ultimo di avere solo due rebbi e si lascia sconfiggere da Turbinskij che prima gli stacca gli altri due rebbi e poi lo sconfigge con una sua mossa finale, la Sensei Slap. Il prossimo incontro vede Kevin Mask affrontare Blocks, un gigante che ha in corpo solo mattoni da costruzione. |                   |               |
| 61                       | Il vecchio e il nuovo Kevin 「ブロックス クローン攻撃」 - Burokkusu kuron kōgeki | 9 giugno 2004     |               |
| 61                       | Kevin, come è solito, parte all'attacco e colpisce più volte l'avversario che cade a terra, ma Blocks, senza problemi, si smonta e si riassembla sotto forma di un grande libro che inizia a stritolarlo. Non riuscendovi, Blocks si trasforma in una lunga scala a chiocciola sulla quale vi lancia la sua stessa testa diretta su Kevin; colpitolo, Blocks si riassembla sulla sagoma del corpo di Kevin, nel quale quest'ultimo vi rimane imprigionato. Kevin riesce ad uscire attraverso una piccolissima apertura non ancora coperta dai blocchi, ma vede poi che Blocks è diventato un suo duplicato, e quando Kevin si appresta ad eseguire una serie delle sue mosse migliori, Blocks le copia tutte, come se fosse uno specchio, persino la Royal Special. |                   |               |
| 62                       | Il punto debole 「起死回生! ケビンマスク大反撃」 - Kishikaisei! Kebin Masuku dai hangeki | 16 giugno 2004    |               |
| 62                       | Kevin riesce a liberarsi dalla presa di Blocks ed il cavaliere mascherato inizia a combattere sul serio. Blocks tenta di schiacciarlo nella sua forma di carro armato, ma quest'ultimo si rialza e colpisce un mattone preciso sul corpo di Blocks, il mattone più importante di tutti, quello da cui partono a riassemblarsi tutti gli altri. Indebolito Blocks, Kevin, dopo una serie di attacchi andati a segno, esegue la sua famosa mossa finale, la Botta del Big Ben, distruggendo quel mattone e facendo sgretolare del tutto Blocks. |                   |               |
| 63                       | Amicizia e gelosia 「デスマッチ! ジェイドVSヒカルド」 - Desumacchi! Jieido VS Hikarudo | 23 giugno 2004    |               |
| 63                       | È arrivato il turno dell'incontro tra Ricardo e Jeager, quest'ultimo sostenuto fortemente da Roxanne, Trixie, Chichi, Meat, Terry e Kid. Prima dell'incontro, Kid, dopo essere passato nel camerino di Jeager, da una piccola occhiata in quello di Ricardo e ne rimane impressionato tanto da preoccuparsi per la vita dell'amico. Parte l'incontro, e Ricardo parte subito all'attacco, e nonostante Jeager riesca a sfuggirgli due volte, il brasiliano lo chiude in una presa assai dolorosa. Grazie all'aiuto di Brocken Jr, suo padre adottivo nonché suo allenatore, Jeager riesce a liberarsi dalla presa e contrattacca su Ricardo. D'improvviso, però, l'occhio del brasiliano si sgretola e si rompe, rivelandone uno assai più crudele, cosa notata subito da Brocken Jr. Jeager lo colpisce nuovamente ma Ricardo lo intrappola in una presa della torsione di gamba. Durante questa presa, il corpo di Ricardo si rompe completamente e rivela un orribile mostro azzurro. |                   |               |
| 64                       | Sotto la maschera 「最悪の事態! 判定はどっちだ?!」 - Saiaku no jitai! Hantei hadocchida?! | 30 giugno 2004    |               |
| 64                       | Jeager riesce a liberarsi grazie all'intervento del padre Brocken Jr. che gli ricorda che aveva già bloccaato quella mossa. Viene fuori che Ricardo è un membro della dMp, per la precisione l'ultimo superstite nonché capo dei supercattivi. Gli amici di Jeager tentano di riflettere bene sulle possibilità di vincita di Jeager e si rendono conto che l'unica mossa che potrebbe dargli qualche possibilità è la sua famosa pioggia rossa del dolore. Così Jeager tenta il tutto per tutto e la usa, ma Ricardo non sembra avvertirne il bruciore. Jeager tenta di colpirlo un'altra volta, ma Ricardo lo blocca con un enorme bracciale appuntito e comincia a pestarlo a sangue. Aizzato da Rxanne, Brocken così riesce nuovamente a salvare il figlio, ma Ricardo punta sul lato psicologico dello sfidante, rinfacciandogli che senza i consigli del padre non sarebbe in grado di far nulla. Cascandoci, Jeager si ribella al padre adottivo, che inutilmente cerca di farlo ragionare, e tenta nuovamente di colpire Ricardo, ma il brasiliano riesce a bloccare tutti i suoi colpi e comincia a picchiarlo molto violentemente, poi lo lancia in aria e lo blocca nella sua mossa preferita, lo Spaccatesta brasiliano. Roxanne tenta di convincere Brocken a gettare la spugna, ma quest'ultimo si rifiuta poiché ha promesso al figlio che non sarebbe intervenuto, quindi è Roxanne stessa a lanciare l'asciugamano di Jeager sul ring, segno della sua resa. Ma nell'incredulità e nello stupore assoluto, Ricardo si rifiuta di fermare la sua mossa e completa lo Spacca-testa, uccidendo Jeager. |                   |               |
| 3ª stagione (13 episodi) | |                   |               |
| 65                       | Incontri sotto zero 「遺恨試合!万太郎vsヒカルド」 - Ikonjiai! Manta rō vs Hikarudo | 4 gennaio 2006    |               |
| 65                       | Stanno per cominciare le semifinali del torneo Ikimon Chojin. I quattro wrestler rimasti in gara, Ricardo, Turbinskij, Kevin Mask e Kid Muscle si stanno allenando molto duramente per il torneo. La prima semifinale sarà fra Ricardo e Kid Muscle, il quale ha promesso a Jeager che sconfiggerà il brasiliano per vendicarlo. Con sua sorpresa, per decisione di Ikimon, il loro incontro dovrà effettuarsi all'aperto con un enorme freddo che circonda l'aria, e inoltre sul loro ring sarà presente anche un'enorme X di metallo elettrica, la Electronix. Ricardo viene portato dentro una bara dai suoi scagnozzi, e ne esce con indosso il suo vecchio travestimento della Muscle League. Spaventato, Kid, senza accorgersene, sferra due potenti pugni a Ricardo, il quale lo prende alla vita e lo spinge verso l'Electronix. |                   |               |
| 66                       | Il buono e il cattivo 「恐怖!処刑執行Xリング」 - Kyōfu! Shokei shikkō X ringu | 11 gennaio 2006   |               |
| 66                       | Kid si libera all'ultimo momento e scaraventa per terra Ricardo. Scivola poi sull'asciugamano di Ricardo, e finisce per dargli un calcio che lo spinge direttamente verso l'Electronix. Il brasiliano comincia a sgretolarsi, ma Kid non perde tempo per attaccarlo; Ricardo, però, lo intrappola nella sua Zuffara, dalla quale però Kid si libera, per poi spingere nuovamente Ricardo sull'Electronix. Ricardo continua ad usare mosse della Muscle League, tentando anche di far credere a tutti di essere realmente uno di loro e di aver ucciso Jeager per sbaglio, ma all'improvviso, nel pubblico, irrompono tre personaggi che affermano di conoscere Ricardo. Tutti e quattro, infatti, erano allievi del maestro Pashango, un abile maestro di arti marziali. Un giorno, durante un allenamento tra Ricardo e Pashango, quest'ultimo capì le intenzioni maligne dell'allievo e tentò di fermarlo, ma ma venne da lui sconfitto mortalmente con lo spacca testa brasiliano e pestato a morte. Non potendo più negare la sua natura, e di fronte allo stupore generale, Ricardo si sgretola ed esce fuori nuovamente il mostro della dMp, che prende Kid Muscle e lo fa scagliare contro l'Electronix. |                   |               |
| 67                       | Grazie Jeager 「二人の絆!友情パワー発動!」 - Futari no kizuna! Yūjō pawa hatsudō! | 18 gennaio 2006   |               |
| 67                       | Ricardo, dopo aver scagliato Kid contro l'Electronix ben ben due volte, sembra avere la vittoria in pugno, anche perché ogni attacco del figlio di King Muscle non gli sortisce alcun effetto. Lo spirito di Jeager, però, arriva sul ring per sostenere Kid, che grazie all'aiuto dell'amico riesce a riprendersi, con in fronte il simbolo dell'Ultimate Muscle. |                   |               |
| 68                       | La forza dell'amicizia 「因縁決着!決勝進出は誰の手に?!」 - Innen kecchaku! Kesshō shinshutsu ha dare no teni?! | 25 gennaio 2006   |               |
| 68                       | Nonostante abbia sulla fronte il simbolo dell'Ultimate Muscle, Kid non riesce però a sconfiggere Ricardo, pur essendo quel simbolo la sua garanzia di vittoria. Ci pensa invece lo spirito di Jagger che lo aiuta a sferrare un calcio potentissimo a Ricardo, e finalmente, dopo numerosi attacchi andati a vuoto, il brasiliano finisce al tappeto. Ricardo però si rialza e riesce a prendere Kid nella posizione adatta per lo spaccatesta brasiliano, ma Kid riesce finalmente a risvegliare il potere dell'Ultimate Muscle e a liberarsi dalla presa, facendo finire l'avversario sull'Electronix. Kid utilizza così la Muscle Millennium e in un solo colpo distrugge l'Electrolix e Ricardo, vincendo l'incontro e qualificandosi per la finale. L'incontro successivo tra Turbinskij e Kevin Mask si svolgerà su un ring al chiuso, ma posto ad un'altezza di quasi dieci metri. |                   |               |
| 69                       | Paura di volare 「変則リング!ケビンvsイリューヒン」 - Hensoku ringu! Kebin vs Iryuhin | 1º febbraio 2006  |               |
| 69                       | Kevin attacca l'avversario riuscendo a stenderlo, ma Turbinskij si rialza e colpisce a sua volta l'avversario, poi, dopo essere stato lanciato in aria, si ferma in aria all'ultimo, appena prima di toccare terra, ed evita l'impatto, anche più e più volte, il tutto grazie un propulsore a fulcro antigravitazionale in una base militare russa top secret, apposta per evitare le cadute per quel genere di ring. Messo al tappeto Kevin, Turbinskij si trasforma nella sua forma ad aereo, e si prepara ad attaccare Kevin. |                   |               |
| 70                       | Scontro crudele 「究極!タクティクスNo.ジ・エンド」 - Kyūkyoku! takuteikusu no ji endo | 8 febbraio 2006   |               |
| 70                       | Dopo aver massacrato Kevin con le sue lame, Turbinskij lo mette al tappeto con la sua mossa finale, la Sensei Slap. Kevin riesce a non scivolare giù dal ring, e riesce poi a riconciliarsi con Lord Flash, suo padre, e a colpire Turbinskij con un potentissimo calcio nel ventre: questo gli apre uno squarcio nel suo corpo, al cui interno si intravede il propulsore con cui era riuscito a rimanere in aria e a schivare tutte le mosse di Kevin. Il lottatore mascherato fa quindi fa inceppare il propulsore di Turbinakij, poi lo schiaccia con uno strato di tappeto di una delle facce del ring e infine lo finisce con la mossa del Big Ben. Non pago, però, Kevin da una dimostrazione a Kid di cosa gli farà nella finale, e con un'altra mossa, la Maelstrom PowerPC, strappa le braccia a Turbinskij lo scaraventa giù dal ring. Metà lo salva, ma, per l'enorme peso, si spezza l'osso del collo. |                   |               |
| 71                       | La lanterna dell'anima 「ミート重傷!謎の新セコンド登場!」 - Mito jūshō! Nazo no shin sekondo tōjō! | 15 febbraio 2006  |               |
| 72                       | Il regalo 「決戦前夜 親の思いと子の思い」 - Kessen zenya oya no omoi to ko no omoi | 22 febbraio 2006  |               |
| 73                       | La barriera Muscle 「いざゴング!名参謀ミートなき迷い」 - Iza gongu! Meisanbō mito naki mayoi | 1º marzo 2006     |               |
| 74                       | Kevin VS Kid, la sfida continua 「怒涛の攻撃 ケビン圧倒的優勢」 - Dotō no kōgeki Kebin attōteki yūsei | 8 marzo 2006      |               |
| 75                       | L'amico misterioso 「火事場のクソ力vs大渦パワー」 - Kajiba no kuso chikara vs dai uzu pawa | 15 marzo 2006     |               |
| 76                       | Non mollare! 「万事休す!マッスルミレニアム撃沈」 - Banji kyū su! Massurumireniamu gekichin | 22 marzo 2006     |               |
| 77                       | E il vincitore è... 「真の勇者!超人WGP決着」 - Makoto no yūsha! Chōjin WGP kecchaku | 29 marzo 2006     |               |